# Porfirij Voronin
Porfirij Ivanovič Voronin (in russo Порфи́рий Ива́нович Воро́нин?; 1919 – 1968) è stato un pallavolista sovietico.
Giocava nel ruolo di schiacciatore.

## Carriera
Inizia a giocare per diverse squadre a Leningrado. Prima milita nella Dinamo Leningrado e poi nel Lokomotiv Leningrado. 
Partecipò alla campagna di Russia nella Seconda guerra mondiale, dove viene decorato con diverse medaglie. Successivamente inizia a giocare per la squadra dell'esercito di Leningrado, lo DKA Leningrado. Con questa squadra otterrà, anche sotto altre denominazioni, ottimi posizionamenti in campionato senza però mai riuscire a vincere il titolo.
Con la nazionale vince il campionato del mondo del 1949 e del 1952. È anche campione d'europa nel 1950 e nel 1951.
Muore nel 1968.